# Fuerte de Bella Vista
El Fuerte de Bella Vista se localizaba en posición dominante, sobre la margen derecha del río Apa, a la altura del paralelo 22, en territorio hoy brasileño, en el estado de Mato Grosso del Sur.

## Historia
Constituíase en una antigua posición Paraguaya, integrante, de acuerdo con la información de TAUNAY (s. d.), junto con Santa Margarita, Rinconada, Machorra y otros, de una línea de pequeñas fortificaciones defendiendo el curso de este río (línea limítrofe de la época) hasta su desembocadura, en la margen izquierda del río Paraguay.
Considerado como llave para el control estratégico de la región, en el contexto de la Guerra de la Triple Alianza (1864-1870), este fuerte fue elegido como objetivo táctico por el coronel Carlos de Morais Camisão, para el ataque de las fuerzas del Ejército brasileño bajo su mando.
En el día 21 de abril de 1867, mediante el avance de la columna brasileña, la aldea y la fortificación fueron incendiadas por sus defensores. TAUNAY (s. d.) relata que "(...) o forte, que apenas consistía em sólida estacada de madeira, foi ocupado, assim como a vila, por grande destacamento."
Sin abastecimientos, principalmente ganado, para mantener a la tropa (alimentación, transporte), la ocupación de Bella Vista se mostró insustentable. Surgió en ese impase, el plan de marchar sobre la Hacienda Laguna, localizada cuatro leguas al sur de Bella Vista, de propiedad personal de Francisco Solano López, y destinada a la cría de ganado. Con ese objetivo, las fuerzas brasileñas dejaron Bella Vista el 30 de abril, rumbo al desastre.